# Pau Sabaté i Jaumà
Pau Sabaté i Jaumà (Reus, 1872-Barcelona, 1954) fue un pintor y dibujante español.

## Biografía
Estudió en la Academia Fortuny de Reus con Ramon Casals i Vernis. Posteriormente se trasladó a Barcelona para estudiar arquitectura, al tiempo que asistía a la Escuela de la Lonja y trabajaba en la Casa Rigalt como proyectista y pintor de vitrales. Sin embargo, lo abandonó todo para trabajar profesionalmente como dibujante y empezó a realizar acuarelas de figurines de sastrería que le dieron una gran fama en sus cuarenta años de dedicación al oficio. Sus figuras estilizadas, los colores suaves, aplicados con pincelada suelta, y la extremada perfección de los trajes, son muestras elocuentes de su acentuada habilidad con el lápiz y el pincel.
Otra de sus grandes aficiones fue la realización de modelos para hierros forjados que se publicaron en un volumen titulado Hierros Artísticos. No menos interesantes son sus dibujos a la pluma de las calles barcelonesas, recogidos en Barcino, una obra que demuestra la extraordinaria facilidad con la cual Sabaté lo convertía todo en un ordenado conjunto de trazos realistas y expresivos.
En 1927 fue nombrado presidente de la Agrupación de Acuarelistas de Cataluña, cargo que ocupó hasta julio de 1936 y desde el cual desarrolló una tarea muy importante de relanzamiento de la entidad.
A partir de los años 1950, su dedicación al dibujo y a la pintura se vio menguada por una grave afección ocular, pero siguió en el trabajo artístico, dedicándose a la forja.